# Осинова Грива
Оси́нова Гри́ва (рос. Осиновая Грива) — присілок у складі Топкинського округу Кемеровської області, Росія.

## Населення
Населення — 34 особи (2010; 37 у 2002).
Національний склад (станом на 2002 рік):
- росіяни — 100 %